# 紀利男
紀利男（1940年—2016年10月4日），出生於臺灣雲林。臺灣作曲家，歷年作品共約一千多首，約三百多首為流行曲，其餘多為勸善歌，代表作有鄧麗君主唱的《後悔愛上你》、余天主唱的《又是黃昏》及《汪洋中的一條船》等。

## 生平
紀利男高中畢業後（19歲起），在金貓歌舞團師從楊三郎學習聲樂與編曲，為楊氏唯一親授之關門弟子。當兵時隸屬裝甲兵康樂隊，於隊中建立大型樂團，擔任各類活動演奏。
30歲時獲繳到新加坡的海燕歌劇院擔任樂隊領班，後成為該劇院的節目總監。在新加坡期間也出任麗風唱片音樂總監，鄧麗君第一首原唱歌曲《後悔愛上你》就是當時由他作曲，其妻上官萍填詞。
1979年，39歲的紀利男成為日本作曲家協會會員。翌年，以包辦作曲及填詞之作品《初戀》，在日本獲得「古賀賞」（紀念古賀政男）銀盃獎。
1981年，海燕歌劇院關閉，紀利男舉家移居日本發展，期間發行的CD《告訴我歸期》（由上官萍演唱）據說為史上第一張華語音樂CD。但在日本的發展最後並不成功，散盡家財。1987年返回新加坡作為主要居住地，並奔走於新加坡、臺灣、中國內地重新發展事業。
1992年，為紀念恩師楊三郎，製作《楊三郎台灣民謠交響樂章》，將楊氏十首民謠作品重新編曲，由陳芬蘭演唱，以百人交響樂團演奏，獲該年度金鼎獎唱片出版獎項，以及金曲獎最佳唱片、製作人、編曲、演唱獎項。
1994年，皈依佛教，開始為《阿彌陀佛四十八願》、《金剛經》、《心經》、《大悲咒》等佛經譜曲，又曾嘗試為道教典籍《道德經》譜曲。
1998年起熱衷研究音響技術，製作發燒唱片。
2016年，因肝癌病逝於台大醫院。

## 個人生活
1972年與歌手上官萍（原名劉小茜）結婚，常共同創作音樂。兩人育有二女。

## 著名作品
| 原唱歌手 | 歌名           |
| -------- | -------------- |
| 鄧麗君   | 後悔愛上你     |
| 楊小萍   | 為情走天涯     |
| 楊小萍   | 好夢太匆匆     |
| 楊小萍   | 十八王公聖歌   |
| 楊小萍   | 風飄飄雪飄飄   |
| 余天     | 又是黃昏       |
| 余天     | 汪洋中的一條船 |
| 余天     | 珍重道別離     |
| 王孟麗   | 黃色的玫瑰     |
| 吳秀珠   | 一輪明月照花香 |
| 包娜娜   | 月光像情網     |
| 包娜娜   | 瀟瀟夜雨       |
| 包娜娜   | 證明我多愛你   |
| 汪明荃   | 家鄉           |
| 汪明荃   | 熱咖啡         |
| 龍飄飄   | 來電的男孩     |
| 韓寶儀   | 大吉正傳       |
| 韓寶儀   | 喜上眉梢       |
| 王芷蕾   | 天長地久       |

## 相關著作
《音樂人生－紀利男生命的交響樂章》：整理紀利男生前口述傳記。